# Wer fragt, gewinnt
Wer fragt, gewinnt war der Titel einer Unterhaltungssendung im ARD-Hörfunk, die von 1954 bis 1974 ausgestrahlt wurde.

## Ablauf
In dem von Hans Rosenthal moderierten Pfadfinderspiel um Worte und Begriffe, dem die Idee des US-Quizspiels Twenty Questions zugrunde lag, spielten in jeder Sendung zwei Mannschaften mit je drei Personen gegeneinander, die nacheinander Begriffe aus dem Pflanzen- und Mineralreich sowie aus dem Bereich Lebewesen erraten mussten. Zunächst war in drei Runden die Anzahl der Fragen maßgeblich, danach ging es um Tempo gegen den Zeiger der Uhr. Am Ende jeder Sendung war diejenige Mannschaft Sieger, die die meisten Begriffe am schnellsten geraten hatte. Als Sprecher für die Ankündigung der Ratebegriffe war der Zwerg Allwissend tätig. Diese Sprechrolle übernahm Horst Kintscher.
Außerdem gab es noch ein Prominentenraten, bei dem ein Künstler, Sportler oder Politiker, hinter einem Wandschirm für die Mannschaften versteckt, aber für das Publikum im Saal sichtbar, zu erraten war. Hierbei zählten nur die „Nein“-Antworten. Wer den Prominenten mit den wenigsten „Nein“-Antworten erraten hatte, bekam einen Punkt gutgeschrieben. Im Laufe der Jahre gab es verschiedene Turniere mit wechselnden Mannschaften, so u. a. mit bekannten Politikern und Journalisten, mit Akademikern und Polizisten, mit Hamburger Kapitänen und Berliner Schiffsführern, mit Künstlern und Rundfunkmitarbeitern; es gab sogar eine Senatsquizmeisterschaft zwischen Hamburg und Berlin mit klugen Köpfen aus der Beamtenschaft sowie ein Turnier der Jugendgruppen mit Vertretern der DAG, des DGB, der Landesjugend, der Naturfreunde und der evangelischen Jugend. Mit einem „Quizkampf der Tertia“, bei dem Jungen und Mädchen aus den jeweiligen Sendegebieten mitwirkten, endete dann die Reihe.

## Ausstrahlung
Die erste Folge dieser langjährigen Sendereihe wurde am 10. Juni 1954 über die Sender des RIAS Berlin ausgestrahlt, und zwar zunächst als 30-minütige Aufnahme vor Studiopublikum. Einige Jahre später wurde das Spiel auf 60 Minuten und schließlich auf 90 Minuten verlängert. Von 1962 an wurde die Sendung auch vom Norddeutschen Rundfunk (NDR) koproduziert und mit öffentlichen Veranstaltungen in seinem Sendegebiet durchgeführt. Neben Hamburg, Hannover und Kiel war man auch in Lübeck, Nordenham, Melle, Rendsburg, Oldenburg i.O., Aurich, Kellinghusen, Bad Lauterberg/Harz, Braunschweig, Hameln, Papenburg, Helgoland, Westerland/Sylt, Wilhelmshaven, Hahnenklee/Harz, Jever, Herzberg/Harz, u. a. zu Gast. Eine Sondersendung wurde sogar in Tondern/Dänemark (Aufnahme: 11. April 1970 in der Schweizer Halle) produziert. Die 316. und letzte Folge wurde am 22. Februar 1974 in Berlin veranstaltet und am 16. März 1974 über RIAS Berlin ausgestrahlt.
Im Hörfunk gab es in den Jahren 1978 bis 1980 ein Remake, das in 18 Folgen unter dem Titel Frag mich was als Koproduktion von RIAS, NDR und SDR lief.

## Adaption
Eine Fernsehfassung des beliebten Ratespiels wurde unter dem Titel Gut gefragt ist halb gewonnen als 25-Minuten-Sendung im Vorabendprogramm des ZDF ausgestrahlt. Ein Remake im Fernsehen gab es in den letzten Sendejahren innerhalb der Reihe Dalli Dalli, als Rosenthal eine Spielrunde „Wer fragt-gewinnt“ zwischen zwei Mannschaften durchführte.